# Az ENSZ Fejlesztési Programja
Az ENSZ Fejlesztési Programja (United Nations Development Programme; UNDP) az Egyesült Nemzetek Szervezetének világméretű fejlesztési hálózata. A UNDP az ENSZ Közgyűlés egyik végrehajtó szerve. A UNDP adminisztrátora az ENSZ harmadik legmagasabb rangú tisztviselője az ENSZ főtitkára és a főtitkárhelyettes után.
A UNDP székhelye New Yorkban található, a szervezet a tagállamok önkéntes hozzájárulásaiból, adományaiból finanszírozza tevékenységét. A szervezet 177 országban tart fent képviseletet, amelyek a helyi kormányokkal együttműködve segítenek megoldani a fejlesztési problémákat és támogatást nyújt a társadalmi fejlődés elősegítésére is.
A UNDP elismert szakértőket alkalmaz, akik tanácsadással, képzésekkel segítik a fejlődő országok kormányait, anyagi segítséget nyújt, és tevékenységét egyre növekvő mértékben a legelmaradottabb országok támogatására összpontosítja. Annak érdekében, hogy elérje a Millenniumi Fejlesztési Célkitűzésben foglaltakat (Millennium Development Goals, MDG) és elősegítse a globális fejlődést, a UNDP leginkább a szegénység csökkentésére, a HIV/AIDS-re, a demokratikus igazgatás kialakítására, az energia és környezetvédelem kérdéseire, a krízishelyzetek megelőzésére és a helyreállításra összpontosít. A UNDP fontos feladatának tartja az emberi jogok védelmét, valamint minden programjában kiemelt helyet kap a nők szerepének növelése.
A UNDP minden évben közzéteszi a Human Development Report kiadványát (magyarul kb. Jelentés az emberiség fejlődéséről), amely a világban végbemenő fejlődést méri és elemzi. A világjelentés mellett a UNDP készít regionális, nemzeti és helyi Human Development Report-okat is.

## Története
A UNDP-t 1965-ben alapították, összevonva a Technikai Segítségnyújtás Bővített Programja és az ENSZ Speciális Alapja több funkcióját. A két szervezetet 1971-ben végleg egyesítették a UNDP keretei között.

## Költségvetés
A UNDP 2012–2013-as költségvetési terve 931,9 milliárd USD volt az intézmény működtetésére, míg a Fejlesztési program keretén belül 11,73 milliárd USD szerepelt a költségvetési tervben.

## Működés
Az UNDP kirendeltségei és munkatársai a világ 177 országában megtalálhatók, ahol a helyi kormánnyal és a civil társadalom szervezeteivel igyekeznek megoldást találni a helyi és a globális problémákra.
Az UNDP elsődleges feladata, hogy a fogadó országot segíti fejlesztési célkitűzéseinek elérésében a globális és a nemzeti erőfeszítések koordinálásával. Az UNDP tevékenysége során öt fő fejlesztési kihívással foglalkozik.

### Demokratikus kormányzás
Az UNDP politikai tanácsokkal és technikai háttér biztosításával támogatja a demokratikus átmenetet, beleértve a közszolgálati (intézményi) reformokat, a lakosság oktatását, a tárgyalások és a párbeszéd elősegítését és más országok tapasztalatainak megosztását. Ide tartozik többek között a Palesztin Hatóság választásainak támogatása.

### A szegénység csökkentése
Az UNDP segíti a szegénység leküzdését szolgáló stratégiák kidolgozását, többek között a gazdasági lehetőségek és erőforrásokhoz való hozzáférés megkönnyítésével, a szegénység felszámolását célzó programoknak a nemzeti fejlesztési programokkal való összekapcsolásával, illetve a szegények jobb képviseletének megteremtésével. Makroökonómiai szinten az UNDP a kereskedelem reformjával, a szegény országok adósságainak elengedésével, külföldi befektetések ösztönzésével és a globalizáció előnyeinek megosztásával foglalkozik
A gyakorlatban ez úgy jelentkezik, hogy az UNDP különféle fejlesztési projekteket támogat, támogatja a nők nagyobb szerepvállalását, koordinálja a kormányok, a civil szervezetek és a külföldi donorok tevékenységét.
AZ UNDP Braziliában található International Policy Centre for Inclusive Growth elsősorban a fejlődő országok képességeit erősíti a szociálisan inkluzív fejlesztési programok tervezése, végrehajtása és értékelése területén. Az PC-IG emellett a fejlődő országok egyik politikai fóruma is.

### Válságmegelőzés és helyreállítás
Az UNDP igyekszik csökkenteni a fegyveres konfliktusok vagy természeti katasztrófák kockázatát, vagy ha ezek bekövetkeztek, a minél gyorsabb helyreállítást támogatja. A helyi irodákon keresztül segíti a kormányzatot a szükségletek felmérésében, a képességek fejlesztésében, a koordinált tervezésben, valamint a politikák és előírások kidolgozásában
A kockázatcsökkentő programok közé tartozik például a kézifegyverek terjedésének megelőzését szolgáló programok, a természeti katasztrófák hatását csökkentő stratégiák, vagy éppen az erőszak csökkentését célzó programok
A válságkezelési, helyreállítási programok közé tartozik a lefegyverzés, a leszerelés, a volt harcolók integrációja, aknamentesítés, a menekültek integrálása, az alapvető szolgáltatások helyreállítása, valamint az átmeneti igazságszolgáltatási szervek felállítása.

### Környezet és energia
Mivel a szegényeket aránytalanul nagy mértékben érintik a klímaváltozás következményei, a vízellátás nehézségei, a csatornázás és az energiaellátás problémái, az UDNP tevékenységében nagy szerepet kapnak a fejlődő országok környezeti problémái, képességük növelése a fenntartható fejlődést szolgáló programok kidolgozására, az emberi fejlődés elősegítése, a szegénység csökkentése. Az UDNP elsősorban tanácsadással, illetve koordinálással segíti az környezetvédelmileg átgondolt projekteket, amelyek fenntartható életkörülményeket teremtenek a szegényeknek.
A konkrét programok közé tartoznak a vízgazdálkodási, vízellátási és víztisztítási projektek, újrahasznosítható energiaforrások, az elsivatagosodás és a talajerózió elleni küzdelem, a biodiverzitás fenntartása, valamint az ózonrétegek károsító és a légkört szennyező anyagok kibocsátásának korlátozása.

### HIV/AIDS
A HIV/AIDS elleni küzdelemben az UNDP elsősorban a vírus terjedésének meggátolására és a betegség hatásának csökkentésére koncentrál.

### Innovatív partnerségek központja
Az UNDP égisze alatt számos innovatív partnerségi program működik:
- ART Global Initiative
- Városok világszövetsége a szegénység ellen
- A klímaváltozás területi megközelítése

### Emberi fejlődési jelentés
1990 óta az UNDP minden évben kiadta az Emberi Fejlődési Jelentést, amely különféle területeken (várható élettartam, írástudás, oktatás, életszínvonal) hasonlítja össze a világországait. A Jelentés része az Emberi fejlettségi index mérőszáma is.

### ENSZ koordinációs szerep
AZ UNDP jelentős szerepet játszik a fejlődő országokban az ENSZ szakosított ügynökségei munkájának összehangolásában. Ezt leginkább az ENSZ Fejlődési Csoportjának vezetéséve és a helyi koordinátorokon keresztül valósítja meg.

## Kritikák
Az UNDP-t számos alkalommal érték kritikák saját munkatársai, illetve az Amerikai Egyesült Államok kormánya részéről, elsősorban az észak-koreai programok pénzügyi szabálytalanságaival kapcsolatban. Artjon Shkurtaj az állította, hogy hamisított dollárbankjegyeket talált az UNDP helyi irodájának széfjében, miközben a munkatársak euróban kapták a fizetésüket.

## Adminisztráció
Az UNDP adminisztrátora az ENSZ egyik főtitkárhelyettese, így a szervezet harmadik legmagasabb rangú vezetőjének számít. Az UNDP-hez kapcsolódó kötelességei mellett az adminisztrátor az ENSZ Development Group elnöke is.
2005. május 5-én az ENSZ közgyűlése Kemal Derviş volt török pénzügyminisztert, a Világbank korábbi munkatársát nevezte ki az UNDP adminisztrátorának. Ezt a posztot 4 évig, 2009-ig töltötte be. 2009 márciusában az ENSZ közgyűlés Helen Clarkot nevezte ki adminisztrátornak, aki várhatóan 2013-ig tölti be ezt a posztot.

## Tiszteletbeli és jószolgálati nagykövetek
Az UNDP, más ENSZ ügynökségekhez hasonlóan, hosszú ideje igénybe veszi a jószolgálati vagy tiszteletbeli nagykövetek segítségét, hogy egy kiemelt projektet támogassanak vagy előmozdítsanak. Az UNDP szerint szerepük az, hogy „hírnevük segítségével felerősítsék az emberi fejlődés és a nemzetközi együttműködés sürgető és egyetemes üzenetét, segítsenek elérni az ENSZ Millenniumi Fejlődési Célkitűzéseit.”

### Tiszteletbeli nagykövetek
- Nadine Gordimer
- Misako Konno
- Ronaldo
- Zinédine Zidane
- Haakon norvég királyi herceg[12]
- Didier Drogba
- Marija Sarapova
- Angelina Jolie
- Lang Lang[13]

### Regionális jószolgálati nagykövetek
- Muna Wassef
- Hussein Fahmy
- Adel Emam
- Khaled Abol Naga

### Az emberiség fejlődésének tiszteletbeli nagykövete
- Bászma Bint Tálál jordán hercegnő

### Sportfejlesztési tiszteletbeli tanácsos
- Syndiely Wade

### Ifjúsági küldöttek
- Dikembe Mutombo
- Baaba Maal
- Maria de Lurdes Mutola

## Lásd még
- ENSZ
- ECOSOC

## Külső hivatkozások
- Official UNDP web site (angolul) (franciául) (spanyolul)
- U.S. Committee for the UNDP web site (angolul)
- A UNDP kezdőknek: rövid bemutató a UNDP-ről (angolul)
- Official UNDG web site (angolul)
- Global Embassy Archiválva 2008. július 30-i dátummal a Wayback Machine-ben (angolul)
- Declaration on Social Progress and Development (angolul)
- Palgrave Macmillan, official publisher of the Human Development Report 2006 (angolul)
- Interactive maps
- MediaGlobal